# Joël Mercier
Joël Michel Marie Luc Mercier (* 5. Januar 1945 in Chaudefonds-sur-Layon, Frankreich) ist ein französischer Geistlicher und emeritierter Kurienerzbischof der römisch-katholischen Kirche.

## Leben

Erzbischofswappen

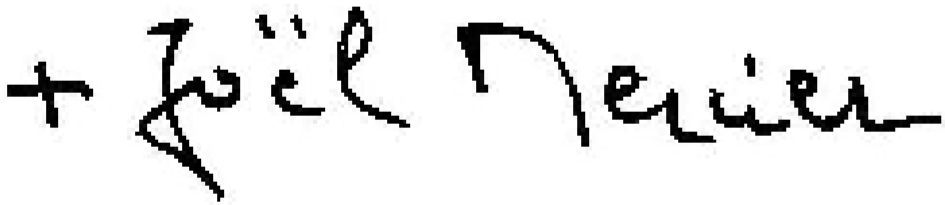
Signatur

Joël Mercier studierte zunächst Klassische Literatur an der Sorbonne und trat 1964 in das Priesterseminar von Angers ein. Nach dem Studium der Philosophie und Theologie an der Université Catholique de l’Ouest empfing er am 27. Juni 1970 das Sakrament der Priesterweihe für das Bistum Angers. Von 1971 bis 1974 studierte er Kanonisches Recht an der Päpstlichen Universität Gregoriana, wo er zunächst das Lizenziat erwarb und anschließend zum Dr. jur.can. promoviert wurde.
Nach Aufgaben in der Pfarr- und Schulseelsorge war er von 1987 bis 2001 bischöflicher Sekretär in Angers. Gleichzeitig gehörte er dem Kirchengericht der Region Pays de Loire an und lehrte ab 1980 an der Theologischen Fakultät von Angers. Vom Januar 2002 an war er Mitarbeiter der Kongregation für die Bischöfe und ab 2007 Spiritual am Französischen Seminar in Rom. Papst Benedikt XVI. ernannte ihn 2005 zum Kaplan Seiner Heiligkeit (Monsignore).
Am 8. Januar 2015 ernannte ihn Papst Franziskus zum Titularerzbischof pro hac vice von Rota und zum Sekretär der Kongregation für den Klerus. Die Bischofsweihe spendete ihm Kardinalstaatssekretär Pietro Parolin, am 19. März desselben Jahres. Mitkonsekratoren waren der Kardinalpräfekt der Kongregation für die Bischöfe, Marc Ouellet PSS, und der Kardinalpräfekt der Kleruskongregation, Beniamino Stella.
Zum 1. Oktober 2021 endete seine Beauftragung als Sekretär der Kleruskongregation und er trat in den altersbedingten Ruhestand.